# Jacques de Ligneris
Jacques de Ligneris ou de Lineris, né vers 1480 et mort le 11 août 1556, seigneur de Crosne, était président au parlement de Paris.

## Biographie
Jacques de Ligneris est le fils de René des Ligneris, seigneur d'Auge, d'Azay et de la Folaine, bailli et capitaine de Châteauneuf-en-Thymerais, échanson de la reine de Navarre, et de Jeanne de Champrond.
Il fut l'un des ambassadeurs que François Ier envoya au Concile de Trente en 1546.
Président à mortier de la Troisième chambre des enquêtes au parlement de Paris.
Il fit bâtir l'hôtel Carnavalet, et il y mourut. Il fut inhumé en l'église Sainte-Catherine de la Couture.
Il épouse Jeanne de Chaligault, fille de Charles Chaligault, sieur de Crosne, notaire et secrétaire du roi Louis XI, et de Charlotte Chanteprime.